# 冰片
冰片（分子式：C10H18O），又名片脑、桔片、龙脑香、梅花冰片、羯布罗香、梅花脑、冰片脑、梅冰、龍腦、瑞脑、腦子、天然冰片、老梅片、梅片、莰醇等，是由2个异戊二烯结构单元组成的环状化合物，属于单萜衍生物。根据旋光性分为左旋龙脑（(-)-龙脑）和右旋龙脑（(+)-龙脑）。右旋龙脑主要来源于龙脑樟和阴香树，而左旋龙脑主要来源于菊科植物。《中国药典》中右旋者来自樟枝叶，左旋者来自艾纳香。

## 合成

### 生物合成
冰片的合成前体由细胞质中的甲羟戊酸途径和质体中的4-磷酸-2-甲基赤藓糖途径产生的异戊烯基焦磷酸和二甲基烯丙基焦磷酸合成。在香叶基焦磷酸合酶的催化作用下，这些合成物缩合生成香叶基焦磷酸，随后在二磷酸龙脑合酶的作用下环化成二磷酸龙脑，最终在碱性磷酸酶的作用下脱去磷酸基团生成龙脑。
冰片的手性具体取决于二磷酸龙脑合酶偏好的手性。目前已知一个二磷酸左旋龙脑合成酶的序列和多个二磷酸右旋龙脑合成酶的序列。
此外，龙脑在龙脑脱氢酶的催化作用下被氧氧化成樟脑。

### 人工合成
人工合成方法是通过Meerwein–Ponndorf–Verley还原反应将樟脑还原成冰片。中国所谓“合成冰片”是以消旋樟脑为起点，得到的冰片和异冰片的消旋混合物，实际操作中还可能有未反应的樟脑杂质。“半合成冰片”则是以单独一个手性的樟脑开始：(+)-樟脑还原可得(+)-冰片和(-)-异冰片。
樟脑加硼氢化钠可以快速还原，但是产物由于动力学控制变成异冰片，并且是不可逆反应。

## 利用
冰片被认为具有抗菌、保护心脑血管、镇痛消炎、防止血栓、促进药物透过血脑屏障等多种作用。常应用于临床治疗，作为止痛剂、镇痛剂和麻醉剂。
中国有依达拉奉/右莰醇复方药，其中右莰醇就是右旋冰片。有注射液、舌下含片版本，批准用来改善急性缺血性脑卒中后遗症，号称比单独依达拉奉更有效。

## 毒性
冰片具有剂量毒性，大量使用会引起毒性反应。

## 外部連結
- 冰片 中藥材圖像數據庫  (香港浸會大學中醫藥學院) （中文）（英文）
- 冰片 Bing Pian（页面存档备份，存于）中藥標本數據庫（香港浸會大學中醫藥學院）（繁體中文）（英文）
- 梅花冰片 Mei Hua Bing Pian（页面存档备份，存于）中藥標本數據庫（香港浸會大學中醫藥學院）（繁體中文）（英文）